# 롤리타 (1962년 영화)
《롤리타》(Lolita)는 1962년에 개봉한 스탠리 큐브릭 감독의 영화이다. 블라디미르 나보코프가 쓴 동명의 소설을 기반으로 제작되었다. 개봉 당시에는 많은 관심을 받았지만, 전체적으로 불안정한 구성이라는 평가를 받고 있다.
나보코프의 동의 하에, 큐브릭은 소설의 결말 부분을 영화의 시작 부분으로 옮겼고, 여러 사건들을 과거 회상으로 제작하였다. 큐브릭은 이와 같은 편집이 좋은 결말을 얻기에는 부적절하지만 전체적인 흥미도를 높여 줄 것이라고 기대하였다.

## 출연
- 제임스 메이슨 (James Mason) - 험버트 험버트
- 수 라이언 (Sue Lyon) - 로리타
- 셸리 윈터스 (Shelley Winters) - 샬롯 헤이즈
- 피터 셀러스 (Peter Sellers) - 클레어 퀼티
- 게리 콕웰 (Gary Cockrell) - 딕 쉴러